# Hitlers dödsdömda svenskar
Hitlers dödsdömda svenskar  är en svensk historisk delvis dramatiserad dokumentärserie som hade premiär på TV4 den 4 november 2019. Manus och regi av Göran Ellung. Serien består av två avsnitt. Serien är producerad av Ellung Media för TV4.

## Handling
Serien handlar om de svenska affärsmän som med risk för eget liv samarbetade med polska motståndsrörelsen under andra världskriget. Med Gestapo i hälarna lyckas de smuggla ut de första bevisen för nazisternas allra värsta illdåd.

## Medverkande (i urval)
- Olle Jernberg - Kurt Gerstein
- Dan Johansson - Sven Norrman
- Jesper Bromark -  Göran von Otter